# Liste der kleinsten Gemeinden in Deutschland nach Einwohnerzahl
Die Liste der kleinsten Gemeinden in Deutschland nach Einwohnerzahl bietet einen Überblick über die 102 Gemeinden, die die geringste Einwohnerzahl in Deutschland haben. Eine weitere Übersicht zeigt die kleinsten Gemeinden der Bundesländer nach Einwohnerzahl. Berücksichtigung finden alle verwaltungsrechtlich selbständigen Gemeinden.

## Kleinste Gemeinden nach Einwohnerzahl
Die 102 kleinsten Gemeinden verteilen sich auf drei Bundesländer: Rheinland-Pfalz (72), Schleswig-Holstein (25) und Thüringen (5). Die meisten der 100 kleinsten Gemeinden Deutschlands liegen in Rheinland-Pfalz – hier vor allem in der Eifel – sowie in Schleswig-Holstein – dort besonders in Nordfriesland. Der Grund: Im Zuge der Gebietsreform wurden in diesen Bundesländern viele kleine Gemeinden nicht eingemeindet und sind daher selbständig geblieben. In den anderen Bundesländern wurden Orte dieser Größenordnung meistens anderen Gemeinden angegliedert. Zwischen 1967 und 1978 reduzierten die Länder der Bundesrepublik Deutschland die Zahl ihrer Gemeinden. Dies wurde teils durch Vereinbarungen zwischen den Gemeinden auf freiwilliger Basis, das heißt die Gemeinden entschieden, in welcher Weise sie künftig zusammenarbeiten wollten, teils durch Hoheitsakte erreicht. Während in einigen Ländern Eingemeindungen und Gemeindezusammenschlüsse vorherrschten, wurden in Rheinland-Pfalz und Schleswig-Holstein neue Gemeindezusammenschlüsse auf einer Zwischenstufe errichtet (Verbandsgemeinden und Ämter).
Alle Angaben in der folgenden Tabelle sind vom Statistischen Bundesamt (Einwohnerstand: 31. Dezember 2023, Gebietsstand: 1. Januar 2025).
| Rang | Name                   | Einwohner (31. Dez. 2023) | Landkreis                 | Bundesland         |
| ---- | ---------------------- | ------------------------- | ------------------------- | ------------------ |
| 1.   | Gröde                  | 7                         | Nordfriesland             | Schleswig-Holstein |
| 2.   | Wiedenborstel          | 10                        | Steinburg                 | Schleswig-Holstein |
| 3.   | Herbstmühle            | 15                        | Eifelkreis Bitburg-Prüm   | Rheinland-Pfalz    |
| 4.   | Süderhöft              | 16                        | Nordfriesland             | Schleswig-Holstein |
| 4.   | Dierfeld               | 16                        | Bernkastel-Wittlich       | Rheinland-Pfalz    |
| 4.   | Hamm                   | 16                        | Eifelkreis Bitburg-Prüm   | Rheinland-Pfalz    |
| 7.   | Keppeshausen           | 17                        | Eifelkreis Bitburg-Prüm   | Rheinland-Pfalz    |
| 8.   | Burg                   | 19                        | Eifelkreis Bitburg-Prüm   | Rheinland-Pfalz    |
| 8.   | Waldhof-Falkenstein    | 19                        | Eifelkreis Bitburg-Prüm   | Rheinland-Pfalz    |
| 10.  | Ammeldingen an der Our | 21                        | Eifelkreis Bitburg-Prüm   | Rheinland-Pfalz    |
| 11.  | Etteldorf              | 23                        | Eifelkreis Bitburg-Prüm   | Rheinland-Pfalz    |
| 12.  | Nitz                   | 24                        | Vulkaneifel               | Rheinland-Pfalz    |
| 13.  | Heinzenberg            | 25                        | Bad Kreuznach             | Rheinland-Pfalz    |
| 14.  | Grothusenkoog          | 26                        | Nordfriesland             | Schleswig-Holstein |
| 14.  | Affler                 | 26                        | Eifelkreis Bitburg-Prüm   | Rheinland-Pfalz    |
| 16.  | Sengerich              | 28                        | Eifelkreis Bitburg-Prüm   | Rheinland-Pfalz    |
| 16.  | Wettlingen             | 28                        | Eifelkreis Bitburg-Prüm   | Rheinland-Pfalz    |
| 18.  | Büttel                 | 29                        | Steinburg                 | Schleswig-Holstein |
| 18.  | Scheitenkorb           | 29                        | Eifelkreis Bitburg-Prüm   | Rheinland-Pfalz    |
| 20.  | Wallen                 | 30                        | Dithmarschen              | Schleswig-Holstein |
| 20.  | Niederlauch            | 30                        | Eifelkreis Bitburg-Prüm   | Rheinland-Pfalz    |
| 22.  | Strickscheid           | 31                        | Eifelkreis Bitburg-Prüm   | Rheinland-Pfalz    |
| 23.  | Merlscheid             | 33                        | Eifelkreis Bitburg-Prüm   | Rheinland-Pfalz    |
| 23.  | Enzen                  | 33                        | Eifelkreis Bitburg-Prüm   | Rheinland-Pfalz    |
| 23.  | Kleinbockedra          | 33                        | Saale-Holzland-Kreis      | Thüringen          |
| 26.  | Feilsdorf              | 35                        | Eifelkreis Bitburg-Prüm   | Rheinland-Pfalz    |
| 27.  | Bergewöhrden           | 36                        | Dithmarschen              | Schleswig-Holstein |
| 27.  | Kollmoor               | 36                        | Steinburg                 | Schleswig-Holstein |
| 27.  | Herzfeld               | 36                        | Eifelkreis Bitburg-Prüm   | Rheinland-Pfalz    |
| 27.  | Niederpierscheid       | 36                        | Eifelkreis Bitburg-Prüm   | Rheinland-Pfalz    |
| 31.  | Pintesfeld             | 37                        | Eifelkreis Bitburg-Prüm   | Rheinland-Pfalz    |
| 31.  | Muxerath               | 37                        | Eifelkreis Bitburg-Prüm   | Rheinland-Pfalz    |
| 33.  | Scheuern               | 38                        | Eifelkreis Bitburg-Prüm   | Rheinland-Pfalz    |
| 33.  | Gemünd                 | 40                        | Eifelkreis Bitburg-Prüm   | Rheinland-Pfalz    |
| 35.  | Sevenig bei Neuerburg  | 41                        | Eifelkreis Bitburg-Prüm   | Rheinland-Pfalz    |
| 35.  | Hausweiler             | 41                        | Kusel                     | Rheinland-Pfalz    |
| 37.  | Witsum                 | 42                        | Nordfriesland             | Schleswig-Holstein |
| 37.  | Aebtissinwisch         | 42                        | Steinburg                 | Schleswig-Holstein |
| 39.  | Norderfriedrichskoog   | 43                        | Nordfriesland             | Schleswig-Holstein |
| 39.  | Hohenfelde             | 43                        | Stormarn                  | Schleswig-Holstein |
| 39.  | Rehbach                | 43                        | Bad Kreuznach             | Rheinland-Pfalz    |
| 42.  | Horbach                | 44                        | Bad Kreuznach             | Rheinland-Pfalz    |
| 42.  | Kickeshausen           | 44                        | Eifelkreis Bitburg-Prüm   | Rheinland-Pfalz    |
| 42.  | Leimbach               | 44                        | Eifelkreis Bitburg-Prüm   | Rheinland-Pfalz    |
| 42.  | Nasingen               | 44                        | Eifelkreis Bitburg-Prüm   | Rheinland-Pfalz    |
| 46.  | Eilscheid              | 45                        | Eifelkreis Bitburg-Prüm   | Rheinland-Pfalz    |
| 47.  | Fredeburg              | 46                        | Herzogtum Lauenburg       | Schleswig-Holstein |
| 47.  | Roscheid               | 46                        | Eifelkreis Bitburg-Prüm   | Rheinland-Pfalz    |
| 47.  | Birtlingen             | 46                        | Eifelkreis Bitburg-Prüm   | Rheinland-Pfalz    |
| 47.  | Reiff                  | 46                        | Eifelkreis Bitburg-Prüm   | Rheinland-Pfalz    |
| 50.  | Welschenbach           | 47                        | Mayen-Koblenz             | Rheinland-Pfalz    |
| 51.  | Niederraden            | 48                        | Eifelkreis Bitburg-Prüm   | Rheinland-Pfalz    |
| 51.  | Matzerath              | 48                        | Eifelkreis Bitburg-Prüm   | Rheinland-Pfalz    |
| 54.  | Friedrichsgraben       | 49                        | Rendsburg-Eckernförde     | Schleswig-Holstein |
| 54.  | Musweiler              | 49                        | Bernkastel-Wittlich       | Rheinland-Pfalz    |
| 56.  | Bauler                 | 50                        | Ahrweiler                 | Rheinland-Pfalz    |
| 56.  | Schwerbach             | 50                        | Birkenfeld                | Rheinland-Pfalz    |
| 56.  | Kinzenburg             | 50                        | Eifelkreis Bitburg-Prüm   | Rheinland-Pfalz    |
| 59.  | Brauweiler             | 52                        | Bad Kreuznach             | Rheinland-Pfalz    |
| 59.  | Manderscheid           | 52                        | Eifelkreis Bitburg-Prüm   | Rheinland-Pfalz    |
| 61.  | Übereisenbach          | 53                        | Eifelkreis Bitburg-Prüm   | Rheinland-Pfalz    |
| 62.  | Dreggers               | 54                        | Segeberg                  | Schleswig-Holstein |
| 62.  | Fischbach-Oberraden    | 54                        | Eifelkreis Bitburg-Prüm   | Rheinland-Pfalz    |
| 62.  | Ueß                    | 54                        | Vulkaneifel               | Rheinland-Pfalz    |
| 65.  | Hillgroven             | 55                        | Dithmarschen              | Schleswig-Holstein |
| 65.  | Lexgaard               | 55                        | Nordfriesland             | Schleswig-Holstein |
| 65.  | Elisabeth-Sophien-Koog | 55                        | Nordfriesland             | Schleswig-Holstein |
| 65.  | Eulenberg              | 55                        | Altenkirchen (Westerwald) | Rheinland-Pfalz    |
| 65.  | Mauel                  | 55                        | Eifelkreis Bitburg-Prüm   | Rheinland-Pfalz    |
| 65.  | Usch                   | 55                        | Eifelkreis Bitburg-Prüm   | Rheinland-Pfalz    |
| 71.  | Lind                   | 56                        | Mayen-Koblenz             | Rheinland-Pfalz    |
| 71.  | Rorodt                 | 56                        | Bernkastel-Wittlich       | Rheinland-Pfalz    |
| 71.  | Hütten                 | 56                        | Eifelkreis Bitburg-Prüm   | Rheinland-Pfalz    |
| 71.  | Masthorn               | 56                        | Eifelkreis Bitburg-Prüm   | Rheinland-Pfalz    |
| 75.  | Hövede                 | 57                        | Dithmarschen              | Schleswig-Holstein |
| 75.  | Schwarzenborn          | 57                        | Bernkastel-Wittlich       | Rheinland-Pfalz    |
| 77.  | Willwerscheid          | 58                        | Bernkastel-Wittlich       | Rheinland-Pfalz    |
| 77.  | Scheiditz              | 58                        | Saale-Holzland-Kreis      | Thüringen          |
| 79.  | Friedrichsgabekoog     | 59                        | Dithmarschen              | Schleswig-Holstein |
| 79.  | Hörsten                | 59                        | Rendsburg-Eckernförde     | Schleswig-Holstein |
| 79.  | Mühlpfad               | 59                        | Rhein-Hunsrück-Kreis      | Rheinland-Pfalz    |
| 79.  | Uppershausen           | 59                        | Eifelkreis Bitburg-Prüm   | Rheinland-Pfalz    |
| 79.  | Zweifelscheid          | 59                        | Eifelkreis Bitburg-Prüm   | Rheinland-Pfalz    |
| 79.  | Winringen              | 59                        | Eifelkreis Bitburg-Prüm   | Rheinland-Pfalz    |
| 85.  | Tackesdorf             | 60                        | Rendsburg-Eckernförde     | Schleswig-Holstein |
| 85.  | Solkwitz               | 60                        | Saale-Orla-Kreis          | Thüringen          |
| 87.  | Römnitz                | 61                        | Herzogtum Lauenburg       | Schleswig-Holstein |
| 87.  | Idelberg               | 61                        | Altenkirchen (Westerwald) | Rheinland-Pfalz    |
| 89.  | Sevenig (Our)          | 62                        | Eifelkreis Bitburg-Prüm   | Rheinland-Pfalz    |
| 89.  | Berscheid              | 62                        | Eifelkreis Bitburg-Prüm   | Rheinland-Pfalz    |
| 91.  | Königsau               | 63                        | Bad Kreuznach             | Rheinland-Pfalz    |
| 92.  | Kaschenbach            | 64                        | Eifelkreis Bitburg-Prüm   | Rheinland-Pfalz    |
| 93.  | Göttin                 | 65                        | Herzogtum Lauenburg       | Schleswig-Holstein |
| 93.  | Wagenhausen            | 65                        | Cochem-Zell               | Rheinland-Pfalz    |
| 93.  | Saxler                 | 65                        | Vulkaneifel               | Rheinland-Pfalz    |
| 96.  | Forst (Hunsrück)       | 66                        | Cochem-Zell               | Rheinland-Pfalz    |
| 96.  | Etgert                 | 66                        | Bernkastel-Wittlich       | Rheinland-Pfalz    |
| 98.  | Merschbach             | 67                        | Bernkastel-Wittlich       | Rheinland-Pfalz    |
| 98.  | Gerstengrund           | 67                        | Wartburgkreis             | Thüringen          |
| 100. | Dunsum                 | 68                        | Nordfriesland             | Schleswig-Holstein |
| 100. | Oberlauch              | 68                        | Eifelkreis Bitburg-Prüm   | Rheinland-Pfalz    |
| 100. | Quaschwitz             | 68                        | Saale-Orla-Kreis          | Thüringen          |

## Kleinste Gemeinden der Bundesländer
Aufgeführt sind alle Gemeinden, die am 31. Dezember 2023 die geringste Einwohnerzahl des jeweiligen Bundeslandes hatten.
| Land                   | Kleinste Gemeinde   | Landkreis                        | Einwohner (31. Dez. 2023) |
| ---------------------- | ------------------- | -------------------------------- | ------------------------- |
| Baden-Württemberg      | Böllen              | Lörrach                          | 95                        |
| Bayern                 | Chiemsee            | Rosenheim                        | 220                       |
| Brandenburg            | Kleßen-Görne        | Havelland                        | 339                       |
| Bremen                 | Bremerhaven         | Kreisfreie Stadt                 | 114.677                   |
| Hessen                 | Weißenborn          | Werra-Meißner-Kreis              | 953                       |
| Mecklenburg-Vorpommern | Voigtsdorf          | Mecklenburgische Seenplatte      | 93                        |
| Niedersachsen          | Damnatz             | Lüchow-Dannenberg                | 313                       |
| Nordrhein-Westfalen    | Heimbach            | Düren                            | 4.349                     |
| Rheinland-Pfalz        | Herbstmühle         | Eifelkreis Bitburg-Prüm          | 15                        |
| Saarland               | Oberthal            | St. Wendel                       | 6.008                     |
| Sachsen                | Rathen              | Sächsische Schweiz-Osterzgebirge | 333                       |
| Sachsen-Anhalt         | Iden                | Stendal                          | 758                       |
| Schleswig-Holstein     | Gröde Wiedenborstel | Nordfriesland Steinburg          | 10                        |
| Thüringen              | Kleinbockedra       | Saale-Holzland-Kreis             | 33                        |